# 生活大爆炸 (第一季)
美国情景喜剧《生活大爆炸》是哥伦比亚广播公司旗下的电视连续剧，第一季从2007年9月24日起开始播映，至2008年5月19日完结，共有17集（還有一集未播出試播集）。第1季DVD沒有NG幕後花絮，是到目前為止唯一沒有收錄NG幕後花絮的《生活大爆炸》DVD，而在2012年7月10日重新發行的藍光光碟則收錄該套裝獨有的NG幕後花絮。藍光光碟收錄的集數都是採用重製的環繞聲，而DVD版本則是採用立體聲。劇中兩位主要演員謝爾頓和伦纳德是以演員、導演和製片人谢尔顿·伦纳德的名字命名。
在第60屆黃金時段艾美獎中，约翰尼·盖尔克奇和莎拉·吉爾伯特以《漢堡的假設（The Hamburger Postulate）》一集，分別被申請提名為黃金時段艾美獎最佳喜劇類劇集男主角和最佳喜劇類影集客串女演員，但兩人最終都沒有獲得提名。 吉姆·帕森斯亦在第60屆黃金時段艾美獎中以《煎餅麵糊的異常（The Pancake Batter Anomaly）》一集被申請提名為黃金時段艾美獎最佳喜劇類劇集男主角，但亦同樣沒有獲得提名。

## 概述
佩妮从奥马哈搬到了洛杉矶，并住在了伦纳德·霍夫斯塔特和谢尔顿·库珀合租的公寓对面，这改变了伦纳德和谢尔顿两位天才的生活。伦纳德痴迷上了佩妮，但佩妮却只认为伦纳德是她的好朋友。除了伦纳德外，佩妮还与伦纳德的神经质室友谢尔顿、喜欢装酷的霍华德·沃洛维兹和害羞的拉杰什·库斯拉帕里成为了朋友。

## 角色
| - 约翰尼·盖尔克奇 飾演 里安納·荷夫斯特博士 - 吉姆·帕森斯 飾演 薛爾登·高栢博士 - 凯莉·库柯 飾演 潘妮 - 西蒙·黑尔贝格 飾演 霍华德·沃洛维兹 - 昆瑙·纳亚尔 飾演 雷傑·高化波里博士 | - 布萊恩·帕特里克·韋德 飾演 庫爾特 - 維尼·沃森-約翰遜 飾演 阿提亞 - 莎拉·吉爾伯特 飾演 萊斯利·溫克爾 - 蘿莉·麥凱佛 飾演 瑪麗·高栢 - 馬克·哈雷利克 飾演 埃里克·蓋博豪澤博士 - 卡羅爾·安·蘇西 飾演 和路威茲夫人 - 布萊恩·喬治 飾演 V.M.高化波里博士 - 愛麗絲·阿姆特 飾演 高化波里夫人 | - 布魯克·德奧賽 飾演 克里斯蒂 - 吳漢章 飾演 阿陳 - 莎拉優·拉奧 飾演 拉麗塔·古普塔 - DJ·奎爾斯 飾演 托比·盧本菲爾德 - 奧斯汀·李（Austin Lee） 飾演 丹尼斯·金 - 安德魯·沃克 飾演 邁克 - 考特尼·亨格勒 飾演 米西·高栢 |

## 剧集
| 總集數 | 集數 （季） | 標題                                                   | 導演          | 編劇                                                                                    | 首播日期       | 製作 代碼 | 美國收視人數 （百萬） |
| --- | ----------- | ------------------------------------------------------ | ------------- | --------------------------------------------------------------------------------------- | -------------- | --------- | --------------------- |
| 1 | 1           | 新來的美女鄰居 Pilot                                   | 占士·伯羅斯   | 查克·洛尔、比爾·普拉迪                                                                  | 2007年9月24日  | 276023    | 9.52                  |
| 倫納德·霍夫斯塔特和謝爾頓·庫珀為了購買更快的寬帶網絡，決定去高智商精子銀行賣自己的精子，但最後二人並未賣出自己的精子，而是尷尬的離開了精子銀行。回家後，他們發現公寓對面新搬來一位漂亮的金髮美女佩妮，里安納對潘妮一見鍾情，邀請她吃午飯。午飯後，潘妮想藉里安納和薛爾登的浴室洗澡，這時，里安納和薛爾登的朋友霍華德·沃洛維茲和拉傑什·庫斯拉帕里來訪。霍華德一看到潘妮便用自己的語言天賦試圖吸引潘妮，但是效果適得其反。潘妮請求里安納幫她從前男友那裡要回電視機，但是里安納和薛爾登一行不僅沒要回電視機，還被潘妮高大的前男友搶走了褲子，潘妮為了表示歉意，請四人吃了晚飯。 |             |                                                        |               |                                                                                         |                |           |                       |
| 2 | 2           | 大麥麩的假設 The Big Bran Hypothesis                   | 马克·森卓斯基 | 故事：查克·洛尔、比爾·普拉迪 劇本：羅伯特·科恩、戴夫·格奇（Dave Goetsch）               | 2007年10月1日  | 3T6601    | 8.58                  |
| 潘妮請里安納幫她簽收新運到的家具，當里安納和薛爾登將家具搬到潘妮公寓後，薛爾登看到潘妮的房間雜亂不堪，十分不爽，便趁夜晚潘妮睡覺時用備用鑰匙闖入潘妮家連夜給佩妮整理房間。潘妮發現後覺得自己被侵犯，便表示不再跟他們來往，薛爾登的道歉反而雪上加霜。最後還是里安納親自道歉才解決了這一問題。 標題出處: 在潘妮發現她的公寓被重新佈置後，薛爾登正在吃“大麥麩”麥片（膳食纖維含量更高）。 |             |                                                        |               |                                                                                         |                |           |                       |
| 3 | 3           | 毛茸茸靴子的推論 The Fuzzy Boots Corollary             | 馬克·森卓斯基 | 故事：查克·洛尔 劇本：比爾·普拉迪、史蒂文·莫拉羅                                        | 2007年10月8日  | 3T6602    | 8.36                  |
| 里安納撞見潘妮在親吻一個高大威猛的男人，便自認為潘妮已經拒絕了他。里安納的一干朋友建議他去大學約女孩子出來，於是他便約了同在大學工作的萊斯利·溫克爾博士，但是萊斯利卻對他沒有感覺。薛爾登為了安慰里安納，便提出里安納從未約潘妮出去，他應該試一試。里安納順利的約出了潘妮，但卻經歷了一個糟糕的晚餐，二人之間還是沒有擦出火花。 標題出處: 里安納為他的貓命名的其中一個考慮名字。 |             |                                                        |               |                                                                                         |                |           |                       |
| 4 | 4           | 夜光魚的效應 The Luminous Fish Effect                  | 馬克·森卓斯基 | 故事：查克·洛尔、比爾·普拉迪 劇本：大衛·利特（David Litt）、李·阿倫森                   | 2007年10月15日 | 3T6603    | 8.15                  |
| 薛爾登諷刺了新上任的系主任艾瑞克·蓋博豪斯，結果蓋博豪斯開除了他。被開除的薛爾登不僅沒有感到傷心，反而認為被開除後他能有更多的時間做自己想做的事情。薛爾登先是做炒雞蛋味道實驗，然後又突發奇想要發明夜光魚，最後甚至開始用織布機織布。里安納無奈之下只得打電話給薛爾登的媽媽。薛爾登媽媽帶著薛爾登向蓋博豪斯道歉，薛爾登才重回工作中。 標題出處: 薛爾登在失業期間創造了在黑暗中發光的魚。使用來自水母的绿色荧光蛋白（及其變體）的轉基因螢光魚系列螢光魚，現實中是在2003年開發並開始銷售的。                                                                                   |             |                                                        |               |                                                                                         |                |           |                       |
| 5 | 5           | 漢堡的假設 The Hamburger Postulate                     | 安德魯·D·韋曼 | 故事：詹妮弗·格利克曼（Jennifer Glickman） 劇本：戴夫·格奇、史蒂文·莫拉羅               | 2007年10月22日 | 3T6604    | 8.81                  |
| 當四個天才科學家在芝士工廠玩架空歷史遊戲時，他們碰見了萊斯利·溫克爾。萊斯利提議讓里安納加入他的樂隊，演奏大提琴。於是里安納便在晚上與樂隊成員在自己的公寓中練習。練習完後，萊斯利表示她想和里安納做愛。里安納很震驚，但答應了萊斯利。一夜纏綿後，里安納想徹底放棄潘妮，轉而與萊斯利交往，怎料萊斯利只是想滿足自己的生理需求，並不想與里安納交往。 標題出處: 薛爾登換了他最喜歡的漢堡餐廳。 |             |                                                        |               |                                                                                         |                |           |                       |
| 6 | 6           | 中土的範例 The Middle-Earth Paradigm                   | 馬克·森卓斯基 | 故事：戴夫·格奇 劇本：大衛·利特、羅伯特·科恩（Robert Cohen）                            | 2007年10月29日 | 3T6605    | 8.92                  |
| 潘妮邀請四位天才參加萬聖夜舞會，但他們顯然不太會社交。薛爾登一直給別人講解什麼是多普勒效應，直到把別人徹底弄煩；雷傑依舊無法和女孩子講話，只能坐在沙發上沉默不語；霍華德則試圖追女孩，卻一直失敗；里安納看到潘妮的前男友科特也來參加舞會，便過去挑釁，誰料科特一下子就舉起了里安納，最後還是潘妮說和才解決了矛盾。 標題出處: 倫納德的萬聖節服裝。 |             |                                                        |               |                                                                                         |                |           |                       |
| 7 | 7           | 餃子的悖論 The Dumpling Paradox                        | 馬克·森卓斯基 | 故事：查克·洛尔、比爾·普拉迪 劇本：李·阿倫森、詹妮弗·格利克曼（Jennifer Glickman）      | 2007年11月5日  | 3T6606    | 9.68                  |
| 潘妮的朋友克里斯丁從奧馬哈來到了洛杉磯，但潘妮實在受不了她的淫蕩，但這卻迎了霍華德的意。同時，因為霍華德跑去潘妮公寓追克里斯丁，原本四人的最後一戰夜只剩下三個人，為了繼續玩團隊模式，只好讓潘妮加入。潘妮顯現出了遊戲天才的一面，才剛剛上手便殺的薛爾登片甲不留。克里斯丁只想佔霍華德的便宜，並不想與他認真交往，而霍華德卻也樂在其中。但霍華德媽媽的反對卻拆散了他倆。 標題出處: 里安納、薛爾登和雷傑在中餐廳，不知道如何處理霍華德平時吃的多餘餃子的場景。 |             |                                                        |               |                                                                                         |                |           |                       |
| 8 | 8           | 蚱蜢的實驗 The Grasshopper Experiment                  | 馬克·森卓斯基 | 故事：泰德·瓦斯 劇本：李·阿倫森、羅伯特·科恩                                            | 2007年11月12日 | 3T6607    | 9.32                  |
| 雷傑遠在印度的父母新安裝了寬帶，他們與雷傑視頻聊天，並給他安排了一次相親。雷傑起初不想參加相親，後來他發現自己在喝酒後便可以與女生交談，又在潘妮的勸導下同意了相親。誰料他的相親對象拉麗塔只是為了應付父母，並不想與雷傑談戀愛。 標題出處: 使雷傑能夠與女性交談的飲料（蚱蜢）。 |             |                                                        |               |                                                                                         |                |           |                       |
| 9 | 9           | 高栢-荷夫斯特的極化 The Cooper-Hofstadter Polarization | 喬爾·默里     | 故事：比爾·普拉迪、斯蒂芬·恩格爾（Stephen Engel） 劇本：查克·洛尔、李·阿倫森、戴夫·格奇 | 2008年3月17日  | 3T6608    | 9.11                  |
| 里安納從垃圾箱裡發現了一封演講邀請信，里安納曾和薛爾登一同研究一個課題，但薛爾登卻認為這個研究全歸功於他自己，並且自己不想去參加演講會。但是里安納十分想參加，便自己參加了演講會。薛爾登想阻止里安納，便跟著他也去了會議，在倫納德演講時，薛爾登故意讓里安納下不來台，二人廝打在一起，被霍華德用手機拍下，上傳到Youtube上。 標題出處: 里安納和薛爾登之間的裂痕。 |             |                                                        |               |                                                                                         |                |           |                       |
| 10 | 10          | 盧本費爾德的衰變 The Loobenfeld Decay                  | 馬克·森卓斯基 | 故事：查克·洛尔 劇本：比爾·普拉迪、李·阿倫森                                            | 2008年3月24日  | 3T6609    | 8.63                  |
| 為了逃避去聽潘妮在電視試鏡中的唱歌，里安納和薛爾登謊稱要參加研討會，不能去現場為潘妮加油。但是，在薛爾登自己的心理作用下，他們的謊言卻變得越來越複雜，最後薛爾登甚至僱演員來保持自己的謊言不被揭穿。 標題出處: 扮演虛構表弟的物理學家/演員托比·盧本菲爾德（Toby Loobenfeld）的名字。 |             |                                                        |               |                                                                                         |                |           |                       |
| 11 | 11          | 煎餅麵糊的異常 The Pancake Batter Anomaly              | 馬克·森卓斯基 | 故事：查克·洛尔、李·阿倫森 劇本：比爾·普拉迪、斯蒂芬·恩格爾                             | 2008年3月31日  | 3T6610    | 8.68                  |
| 在經歷了薛爾登過去生病後對他們的折磨後，里安納、霍華德、雷傑故意裝作上班的樣子，跑去看電影逃避薛爾登，留下潘妮在家照顧薛爾登。里安納在電影院中被霍華德踩壞了自己的眼鏡，無奈之下便偷偷回公寓取備用眼鏡，但卻被潘妮抓到。 標題出處: 薛爾登的量尿杯，和里安納用來混合煎餅麵糊的杯子是同一個杯子。 |             |                                                        |               |                                                                                         |                |           |                       |
| 12 | 12          | 耶路撒冷的二元性 The Jerusalem Duality                 | 馬克·森卓斯基 | 故事：詹妮弗·格利克曼、斯蒂芬·恩格爾 劇本：戴夫·格奇、史蒂文·莫拉羅                     | 2008年4月14日  | 3T6611    | 7.69                  |
| 薛爾登的事業受到了威脅，一個15歲的天才朝鮮男孩丹尼斯·金（Dennis Kim）加入了他們的實驗室。一直自認為是全世界最聰明的薛爾登一時無法接受有一個15歲的小孩比他還聰明，便開始自暴自棄。於是薛爾登的朋友們開始想辦法“除掉”這個小男孩。 標題出處: 薛爾登提議複製耶路撒冷。 |             |                                                        |               |                                                                                         |                |           |                       |
| 13 | 13          | 蝙蝠罐的猜想 The Bat Jar Conjecture                    | 馬克·森卓斯基 | 故事：斯蒂芬·恩格爾、詹妮弗·格利克曼 劇本：比爾·普拉迪、羅伯特·科恩                     | 2008年4月21日  | 3T6612    | 7.51                  |
| 天才科學家們想要參加這一屆的物理競賽，薛爾登卻不顧別人的想法，總是自己搶答問題，便被剩下三人開除出隊。而薛爾登則不甘示弱，找來隊友組成新隊，想要打敗里安納的隊伍。 標題出處: 蝙蝠俠餅乾罐（“蝙蝠罐”）是薛爾登被踢出原隊時送給他的。 |             |                                                        |               |                                                                                         |                |           |                       |
| 14 | 14          | 涅槃的殲滅 The Nerdvana Annihilation                   | 馬克·森卓斯基 | 故事：比爾·普拉迪 劇本：斯蒂芬·恩格爾、史蒂文·莫拉羅                                    | 2008年4月28日  | 3T6613    | 8.07                  |
| 里安納在網上競拍了一個時光機模型，而搬運時佔用了樓梯，耽誤了潘妮的上班時間。潘妮十分火大，稱他們四個天才是悲哀的宅男。里安納認為潘妮不喜歡這樣的書呆子，便決定把自己珍藏的收集品全部賣掉。 標題出處: 里安納擺脫了他的收藏品，霍華德稱之為“涅槃（Nerdvana）”。 |             |                                                        |               |                                                                                         |                |           |                       |
| 15 | 15          | 豬排的不確定性 The Pork Chop Indeterminacy             | 馬克·森卓斯基 | 故事：查克·洛尔 劇本：李·阿倫森、比爾·普拉迪                                            | 2008年5月5日   | 3T6614    | 7.38                  |
| 薛爾登的孿生姐姐米茜來到洛杉磯看望薛爾登，米茜高挑美麗，吸引住了里安納、霍華德和雷傑。他們三個都想追米茜，但都失敗了，唯一吸引住米茜的雷傑卻因為治療害羞的藥效過去，而不能跟女生說話。 標題出處: 霍華德說他會用豬排殺死他的拉比，以便和不是猶太人的米茜在一起（Shiksa）。 |             |                                                        |               |                                                                                         |                |           |                       |
| 16 | 16          | 花生的反應 The Peanut Reaction                         | 馬克·森卓斯基 | 故事：比爾·普拉迪、李·阿倫森 劇本：戴夫·格奇、史蒂文·莫拉羅                             | 2008年5月12日  | 3T6615    | 7.79                  |
| 潘妮了解到里安納從來沒有慶祝過生日，便提議給他一個驚喜生日派對。為了佈置公寓，潘妮派霍華德拖住里安納。霍華德假裝自己吃了花生過敏，讓里安納送自己去了醫院。但最後里安納卻沒趕上自己的生日派對，只好看了拍攝下來的錄像。 標題出處: 霍華德對花生過敏。 |             |                                                        |               |                                                                                         |                |           |                       |
| 17 | 17          | 橘子的因素 The Tangerine Factor                        | 馬克·森卓斯基 | 故事：查克·洛尔、比爾·普拉迪 劇本：李·阿倫森、史蒂文·莫拉羅                             | 2008年5月19日  | 3T6616    | 7.34                  |
| 潘妮和男友分手後，在謝爾頓安慰下決定同意和里安納約會。薛爾登向潘妮講解了薛定諤貓，建議讓潘妮和里安納試著約會相處。同時，薛爾登認為中餐館的陳皮不是真的，便開始學習中文，質問餐館老闆。 標題出處: 薛爾登認為的中國柑子雞實際上是用橙子烹製的（橙子雞）。 |             |                                                        |               |                                                                                         |                |           |                       |